# Coupe de la CEV féminine 2008-2009
Navigation
Top Teams Cup 2007-08 Coupe de la CEV 2009-10
La Coupe de la CEV 2008-2009 est la 37e édition de la Coupe de la CEV, anciennement appelée Top Teams Cup.

## Participants
Le nombre de participants est basé sur le classement des pays:
| Pos. | Pays        | Nombre d'équipes | Équipes 1                                        |                       |
| ---- | ----------- | ---------------- | ------------------------------------------------ | --------------------- |
| 1    | Italie      | 1                | Asystel Novara                                   | Asystel Novara        |
| 2    | Russie      | 2                | Spartak Omsk Ouralotchka NTMK Iekaterinbourg     |                       |
| 3    | Espagne     | 1                | CV Albacete                                      | CV Albacete           |
| 4    | France      | 2                | Le Cannet-Rocheville USSP Albi                   |                       |
| 5    | Pologne     | 1                | Aluprof Bielsko-Biała                            | Aluprof Bielsko-Biała |
| 6    | Pays-Bas    | 2                | Longa'59 Lichtenvoorde Sliedrecht Sport          |                       |
| 7    | Suisse      | 2                | Zeiler Köniz VC Kanti Schaffhouse                |                       |
| 8    | Turquie     | 2                | Dyo Karsiyaka Izmir Fenerbahçe Acıbadem Istanbul |                       |
| 9    | Croatie     | 2                | OTP Banka Pula Pivovara Osijek                   |                       |
| 10   | Portugal    | 2                | Clube Desportivo Ribeirense CS Madeira           |                       |
| 11   | Roumanie    | 2                | Stiinta Bacau Dinamo Bucurest                    |                       |
| 12   | Belgique    | 2                | Asterix Kieldrecht Datovoc Tongeren              |                       |
| 13   | Ukraine     | 2                | Jinestra Odessa Krug Cherkasy                    |                       |
| 14   | Slovaquie   | 2                | Doprastav Bratislava Slavia UK Bratislava        |                       |
| 15   | Serbie      | 2                | Dinamo Azotara Pančevo Crvena Zvezda Belgrade    |                       |
| 16   | Azerbaïdjan | 1                | Azerrail Baku                                    | Azerrail Baku         |
| 17   | Grèce       | 1                | Panathinaikos Athènes                            | Panathinaikos Athènes |
| 18   | Autriche    | 1                | Sparkasse Klagenfurt                             | Sparkasse Klagenfurt  |
| 20   | Biélorussie | 1                | Atlant Baranovichi                               | Atlant Baranovichi    |
| 26   | Allemagne   | 1                | Rote Raben Vilsbiburg                            | Rote Raben Vilsbiburg |

## Résultats

### Final Four
|  | Demi-finales              | Demi-finales              |                        |   | Finale               | Finale               |
|  | Demi-finales              | Demi-finales              |                        |   | Finale               | Finale               |
|  |                           |                           |                        |   |                      |                      |
|  | 14 mars 2009, Novare      | 14 mars 2009, Novare      |                        |   | 15 mars 2009, Novare | 15 mars 2009, Novare |
|  | 14 mars 2009, Novare      | 14 mars 2009, Novare      |                        |   | 15 mars 2009, Novare | 15 mars 2009, Novare |
|  | Fenerbahçe Istanbul       | 0                         |                        |   | 15 mars 2009, Novare | 15 mars 2009, Novare |
|  | Fenerbahçe Istanbul       | 0                         |                        |   | 15 mars 2009, Novare | 15 mars 2009, Novare |
|  | Asystel Novara            | 3                         |                        |   | 15 mars 2009, Novare | 15 mars 2009, Novare |
|  | Asystel Novara            | 3                         | Asystel Novara         | 3 |                      |                      |
|  | 14 mars 2009, Novare      |                           | Asystel Novara         | 3 |                      |                      |
|  |                           | Oural NTMK Iekaterinbourg | 0                      |   |                      |                      |
|  | Oural NTMK Iekaterinbourg | Oural NTMK Iekaterinbourg | 0                      | 3 |                      |                      |
|  | Oural NTMK Iekaterinbourg |                           |                        | 3 |                      |                      |
|  | Rote Raben Vilsbiburg     | 2                         |                        |   |                      |                      |
|  | Rote Raben Vilsbiburg     | 2                         | Match pour la 3e place |   |                      |                      |
|  |                           |                           |                        |   |                      |                      |
|  | 15 mars 2009, Novare      |                           |                        |   |                      |                      |
|  |                           |                           |                        |   |                      |                      |
|  | Fenerbahçe Istanbul       | 3                         |                        |   |                      |                      |
|  | Fenerbahçe Istanbul       | 3                         |                        |   |                      |                      |
|  | Rote Raben Vilsbiburg     | 1                         |                        |   |                      |                      |
|  | Rote Raben Vilsbiburg     | 1                         |                        |   |                      |                      |